# José Fernández (1992-2016)
Pour le joueur dominicain, voir José Fernández (baseball, 1974).
José Fernández (né le 31 juillet 1992 à Santa Clara, Cuba, et mort le 25 septembre 2016 à Miami Beach en Floride dans un accident de bateau) est un lanceur droitier des Ligues majeures de baseball jouant avec les Marlins de Miami. Il est élu recrue de l'année 2013 dans la Ligue nationale.

## Carrière
José Fernández et sa famille font défection de Cuba après trois tentatives avortées ayant résulté en peines d'emprisonnement à leur retour sur l'île. En mars 2008, leur quatrième tentative de fuir Cuba est la bonne. Fernández, alors âgé de 15 ans, sauve sa mère de la noyade alors que leur embarcation se dirige vers la Floride. Une fois la famille installée aux États-Unis, il étudie et joue au baseball dans un high school de Tampa et son entraîneur est Orlando Chinea, qui a enseigné le baseball à Cuba avant de lui aussi faire défection, formant notamment de nombreux futurs joueurs des Ligues majeures. À l'école secondaire, Fernández lance deux matchs sans coup sûr.
En juin 2011, Fernández est le 14e joueur repêché par un club du baseball majeur et le premier choix des Marlins de Miami. Quelques semaines plus tard, Fernández décroche un boni de 2 millions de dollars à la signature d'un contrat avec les Marlins. En avril 2012 avec les Grasshoppers de Greensboro, un club de ligues mineures de niveau A affilié aux Marlins, il lance les six premières manches d'un match sans coup sûr combiné terminé par un autre lanceur.
Il participe en juillet 2012 au match des étoiles du futur à Kansas City,. Après la saison 2012, José Fernández est considéré par Baseball America comme le meilleur joueur d'avenir de l'organisation des Marlins et le cinquième joueur le plus prometteur du baseball, tous clubs confondus, devancé seulement par Dylan Bundy chez les lanceurs.
Fernandez, un lanceur droitier, possède une balle rapide chronométrée dans les 156 km/h, une balle courbe, un changement de vitesse et une balle tombante.

### Saison 2013
Les Marlins de Miami étonnent quelques jours avant le début de leur saison 2013 en annonçant que le jeune Fernández, âgé de 20 ans et n'ayant pas joué à un plus niveau que le A+ dans les ligues mineures, allait amorcer l'année dans l'effectif du club. Fernández fait ses débuts comme lanceur partant des Marlins le 7 avril 2013 lors d'une visite aux Mets de New York. La mauvaise performance des lanceurs de relève le prive d'une victoire après qu'il n'a accordé qu'un point sur 3 coups sûrs en 5 manches au monticule et battu un record de franchise pour un lanceur faisant ses débuts avec 8 retraits sur des prises. Son premier départ en carrière a été décrit comme l'un des meilleurs pour un lanceur de 20 ans ou moins. Il remporte sa première victoire le 4 mai suivant contre Philadelphie. Une des meilleures recrues de la première moitié de saison, il obtient une place sur le club de la Ligue nationale au match des étoiles 2013. Avec trois victoires, une défaite et une moyenne de points mérités de 2,06 en 27 manches, Fernandez est nommé meilleure recrue du mois de juillet 2013 dans la Ligue nationale.
Le 2 août à Miami, Fernandez établit un record de franchise pour un lanceur recrue avec 14 retraits sur des prises en un match, le tout dans une victoire de 10-0 des Marlins sur Cleveland.
José Fernández remporte en 2013 le prix de la recrue de l'année dans la Ligue nationale grâce à une saison où il maintient la seconde meilleure moyenne de points mérités (2,19) des majeures derrière le gagnant du trophée Cy Young du meilleur lanceur, Clayton Kershaw des Dodgers de Los Angeles. Fernandez termine d'ailleurs 3e au vote de fin d'année désignant le vainqueur de ce trophée convoité. Il retire 187 frappeurs sur des prises en 172 manches et deux tiers lancées. Gagnant de 12 parties contre 6 défaites, il limite les frappeurs adverses à une moyenne au bâton de 0,182 contre lui, la meilleure performance des Ligues majeures dans cette catégorie statistique.

### Saison 2014
Avec 4 victoires, une défaite, une moyenne de points mérités de 1,59 en 6 départs et un sommet dans les majeures de 65 retraits sur des prises au cours du premier mois de la saison 2014, José Fernández est nommé meilleur lanceur d'avril dans la Ligue nationale. Le 22 avril contre les Braves d'Atlanta, il égale son record personnel de 14 retraits sur des prises en un match dans une victoire de 1-0 des Marlins.
Le 9 mai, Fernández est retiré du match des Marlins contre les Padres de San Diego car la vélocité de ses lancers était nettement à la baisse. Un examen médical révèle un problème au ligament collatéral ulnaire. Il subit une opération de type Tommy John qui le force au repos pour une période de 12 à 18 mois. Le lanceur termine 2014 avec quatre victoires, deux défaites, une moyenne de points mérités de 2,44 et 70 retraits sur des prises en 51 manches et deux tiers lancées dans ses 8 départs de l'année. L'adversaire ne frappait que pour ,182 contre lui.

### Saison 2015
Après plus d'un an d'absence, Fernández revient au jeu pour les Marlins le 2 juillet 2015 face aux Giants de San Francisco. Efficace dès son retour, il maintient une moyenne de points mérités de 2,92 en 11 départs et 64 manches et deux tiers lancées, avec 79 retraits sur des prises, 6 victoires et une seule défaite.

### Décès
Son décès est annoncé le 25 septembre 2016, causé par un accident de bateau en Floride.